# جمهورية جنونستان
جمهورية جنونستان واسمها الكامل جمهورية جنونستان (لبنان سابقًا)، المسرحيّة الوحيدة من مؤلفات الشاعر العربي السوري نزار قباني، صدرت في عام 1988، عن منشورات نزار قباني في بيروت، لبنان.